# Rolando Ortiz
Rolando Valentín Ortiz Correa (ur. 19 sierpnia 2002 w Asunción) – paragwajski piłkarz występujący na pozycji środkowego obrońcy, od 2025 roku zawodnik Sportivo Carapeguá.